# Tășnad
Tășnad (în maghiară Tasnád, în germană Trestenburg) este un oraș în județul Satu Mare, Transilvania, România, format din localitatea componentă Tășnad (reședința), și din satele Blaja, Cig, Rațiu, Sărăuad și Valea Morii. Localitatea a primit statutul de oraș în anul 1968, iar în prezent are o populație de 8.631 de locuitori, fiind al patrulea cel mai mare centru urban al județului Satu Mare din punct de vedere demografic.
Descoperirile arheologice validate de mărturii istorice demonstrează vechimea și continuitatea viețuirii umane pe actuala vatră a Tășnadului, din neolitic până în zilele noastre. Câteva obiective turistice din Tășnad sunt: catedrala ortodoxă, biserica romano-catolică și muzeul orășenesc amplasat într-o clădire din secolul al XVIII-lea, monument istoric. Tășnadul, datorită bogățiilor sale (zăcăminte hidrominerale cu caracteristici termale, cu temperatura apei de 72 °C) este și stațiune balneoclimaterică de interes județean, dispunând de un ștrand termal, microbază de tratament și alte amenajări specifice.

## Istorie
Situat în nord-vestul României, în partea sudică a județului Satu Mare, Tășnadul, ca așezare urbană, a fost întemeiat după o evoluție îndelungată. Descoperirile arheologice din zonă, validate de mărturii istorice, demonstrează vechimea și continuitatea viețuirii umane pe actuala vatră a Tășnadului din neolitic și până în zilele noastre. Investigând trecutul, existența în timp și dezvoltarea orașului, aflăm că prima consemnare documentară despre Tășnad este făcută în anul 1021, de către "Nicolaus Mester Tasnadi plebanus", iar cel de-al doilea document, emis la data de 6 mai 1246, evidențiază localitatea Tășnad ca fiind moșie episcopală în comitatul Solnocul Interior. Către 1456 era deja un oppidum, adică un oraș de târg. În 1474, Gábor, episcopul Transilvaniei, a primit permisiunea regelui Matia Corvin de a construi un castel de lemn pe moșia episcopală din Tășnad. În 1568, tătarii au invadat Sălajul și prin urmare zona Tășnadului, forțând populația să fugă.
La 28 noiembrie 1616, Gabriel Bethlen a tabărat la Tășnad cu marea sa armată. În 1658, când tătarii au mărșăluit spre Oradea, Tășnadul a fost și el distrus.
În timp ce satele din jur (Blaja, Cig, Rațiu, Santău, Sărăuad, Silvaș, Valea Morii) au fost mereu locuite în preponderent de români, orașul Tășnad a fost locuit aproape în totalitate de maghiari până în a doua jumătate a secolului XX, când mulți etnici români au început să se așeze în oraș în contextul industrializării comuniste.

## Geografie
Orașul Tășnad este situat în partea sudică a județului Satu Mare, în regiunea istorică Crișana. Localitatea este amplasată pe o colină cu altitudinea de 220 metri. Satul Valea Morii, care intră în componența orașului, este amplasat la altitudinea de 134 metri.

### Hidrografie
Rețeaua hidrografică este alcătuită din: Valea Cehalului (18,8 km), cu afluenții: Valea Neagră (3,7 km), Valea Rațului (3,7 km), Valea Ciripicea (9,7 km); Pârâul Micăului (5,2 km) și Valea Checheț (16,3 km). Debitul acestor cursuri de apă este variabil, puternic primăvara, la topirea zăpezilor și aproape de secare, în perioada lunilor de vară. În zona sud-vestică a orașului sunt amenajate două lacuri de baraj, pentru regularizarea apelor provenite din viituri, lacul din amonte având o suprafață de 9515 mp, iar cel din aval 8419 m².

### Climă
Climatul este unul temperat, cu o temperatură medie anuală între 9–10 °C. Luna cea mai rece este ianuarie, iar luna iulie are temperaturile cele mai ridicate. Umiditatea aerului prezintă valori medii anuale cuprinse între 78% și 80%. Cantitățile medii anuale de precipitații se mențin între 550–650 mm. Viteza medie anuală a vântului este de 2,6–3,5 m/s.

## Demografie
Componența etnică a orașului Tășnad
     Români (50,48%)
     Maghiari (27,93%)
     Romi (14,36%)
     Alte etnii (0,5%)
     Necunoscută (6,73%)
Componența confesională a orașului Tășnad
     Ortodocși (49,37%)
     Reformați (22,81%)
     Romano-catolici (14,87%)
     Greco-catolici (1,87%)
     Alte religii (3,67%)
     Necunoscută (7,41%)
Conform recensământului efectuat în 2021, populația orașului Tășnad se ridică la 8.058 de locuitori, în scădere față de recensământul anterior din 2011, când fuseseră înregistrați 8.631 de locuitori. Majoritatea locuitorilor sunt români (50,48%), cu minorități de maghiari (27,93%) și romi (14,36%), iar pentru 6,73% nu se cunoaște apartenența etnică. Din punct de vedere confesional, cei mai mulți locuitori sunt ortodocși (49,37%), cu minorități de reformați (22,81%), romano-catolici (14,87%) și greco-catolici (1,87%), iar pentru 7,41% nu se cunoaște apartenența confesională.
|  | Graficele sunt indisponibile din cauza unor probleme tehnice. Mai multe informații se găsesc la Phabricator și la wiki-ul MediaWiki. |

Date: Recensăminte sau birourile de statistică - grafică realizată de Wikipedia

## Politică și administrație
Orașul Tășnad este administrat de un primar și un consiliu local compus din 15 consilieri. Primarul, Adrian-Dănuț Farcău[*], de la Coaliția Națională pentru România, este în funcție din octombrie 2020. Începând cu alegerile locale din 2024, consiliul local are următoarea componență pe partide politice:
|  | Partid                                 | Consilieri | Componența Consiliului | Componența Consiliului | Componența Consiliului | Componența Consiliului | Componența Consiliului | Componența Consiliului | Componența Consiliului | Componența Consiliului | Componența Consiliului | Componența Consiliului |
|  | -------------------------------------- | ---------- | ---------------------- | ---------------------- | ---------------------- | ---------------------- | ---------------------- | ---------------------- | ---------------------- | ---------------------- | ---------------------- | ---------------------- |
|  | Coaliția Națională pentru România      | 10         |                        |                        |                        |                        |                        |                        |                        |                        |                        |                        |
|  | Uniunea Democrată Maghiară din România | 5          |                        |                        |                        |                        |                        |                        |                        |                        |                        |                        |

## Economie
Economia este reprezentată, în principal, de turism (pensiuni agroturistice, hoteluri, moteluri, campinguri), agricultură (culturi agricole și zootehnie), industrie (construcții metalice pentru industria chimică, prelucrarea lemnului), comerț (desfacerea bunurilor de consum, a celor de folosință îndelungată) și servicii (utilități publice, telecomunicații, bănci).
În anul 2000, prin Hotărârea Guvernului nr. 417, orașul Tășnad a fost atestat ca stațiune turistică de interes local. Pe teritoriul localității a fost descoperit un important zăcământ hidrografic termomineral, în anul 1978 fiind forat un puț de captare a apei termale, la o adâncime de 1.354 m (sonda 4.715). În zona de agrement a orașului funcționează, încă din anul 1978, ștrandul termal, locație care atrage, în fiecare an, zeci de mii de turiști din județul Satu Mare, din județele învecinate (Bistrița-Năsăud, Cluj, Maramureș, Sălaj), precum și turiști străini.

## Turism
Tășnadul are unele dintre cele mai mari izvoare geotermale din regiune.
Pe teritoriul localității a fost descoperit un important zăcământ hidrografic termomineral, în anul 1978 fiind forat un puț de captare a apei termale, la o adâncime de 1.354 m (sonda 4.715).
În „Zona de Agrement” a orașului funcționează, încă din anul 1978, Ștrandul termal.
Apa termală, care are o temperatură de suprafață de 72 °C și o mineralizare totală de 9,84 g/l, este predominant clorurată-bicarbonatată-sulfatată (din punct de vedere al dominanței anionilor) și sodică-calcică-magneziană în prezența amoniului și potasiului. Aceste calități o recomandă pentru utilizarea în cura externă, în afecțiuni reumatismale degenerative, afecțiuni reumatismale abarticulare, afecțiuni neurologice periferice cronice, afecțiuni ginecologice cronice (în afara puseelor inflamatorii), afecțiuni posttraumatice, boli asociate (boli profesionale, endocrine, boli de metabolism), dar și pentru băi tonifiante, de întreținere a condiției fizice sau, pur și simplu, agremental, prin îmbinarea curelor de apă, aer și soare.
Stațiunea turistică Tășnad este situată la 2 km distanță de centrul orașului. În ultimii ani a devenit atracția unui număr din ce în ce mai mare de turiști atât din țară cât și din străinătate datorită apelor sale termale.

### Cura balneară
Cura balneară are la bază doi factori terapeutici naturali: ape minerale termale și bioclimatul sedativ. Localizarea într-o zonă de câmpie și dealuri joase conduce la caracteristici bioclimatice cu factori mai puțin agresivi, în care organismul uman nu trebuie să facă eforturi de aclimatizare, fără contraindicații, tipic pentru odihnă. Cura climatică combinată cu cea hidrotermală se poate efectua în intervalul mai-octombrie, în aer liber, iar în baze amenajate pe tot parcursul anului.

### Stațiunea
Stațiunea beneficiază în prezent de:
- 3 bazine cu apă termală neacoperite și o piscină cu apă rece
- Garderobă având cabine amenajate pentru masaje recuperatorii și reflexoterapie
- Spații de cazare
- Unități de alimentație publică

### Apa termală
Apa termala are o temperatură de suprafață de 72 °C și o mineralizare totală de 9,84 g/l, este predominant clorurată-bicarbonatată-sulfatată (din punct de vedere al dominanței anionilor) și sodică-calcică-magneziană în prezența amoniului și potasiului. Aceste calități o recomandă pentru utilizarea în cura externă, în afecțiuni reumatice degenerative, afecțiuni reumatice abarticulare, afecțiuni neurologice periferice cronice, afecțiuni ginecologice cronice (în afara puseelor inflamatorii), afecțiuni posttraumatice, boli asociate (boli profesionale, endocrine, boli de metabolism), dar și pentru băi tonifiante, de întreținere a condiției fizice sau, pur și simplu, agremental, prin îmbinarea curelor de apă, aer și soare.
Baile Tasnad au apa termominerală la temperatura de 37-40 de grade (apa din bazin) care poate fi folosită în cure externe în afecțiuni precum stări preartrozice, reumatism degenerativ și afecțiuni dermatologice

## Educație
Liceul din Tășnad a luat ființă la 1 septembrie 1958.

## Edificii

### Muzeul Orășenesc
Amenajat în anul 1978, într-un vechi conac nobiliar, „Castelul Cserey Fischer”, reconstruit în a doua jumatate a secolului al XVIII-lea (1771), Muzeul Orășenesc Tășnad cuprinde 4 săli expoziționale, grupate pe două secții: arheologie și istorie locală; etnografie. Reorganizat în anul 1995, muzeul prezintă elemente specifice culturii materiale și spirituale din zona Tășnadului, marturii ale evoluției istorice, predominând aspectele creativitații de tip tradițional.
Muzeul se face remarcat îndeosebi datorită existenței unor ateliere meșteșugărești complexe. În acest sens, sălile expoziționale sunt structurate pe ideea prezentării principalelor ocupații și meșteșuguri practicate în zonă, aducând astfel în fața privitorului înțelepciunea și îndemânarea arhaică, simțul formelor și culorilor, ingeniozitatea și măiestria meșterului țăran.
Patrimoniul arheologic provine din săpăturile efectuate în zona limitrofă orașului Tășnad și cuprinde vestigii ale epocilor: neolitic, bronzului, perioada dacilor liberi. Diverse obiecte și documente din epoca feudală și epoca moderna întregesc colecția de istorie. Regiunea etnografică a Tășnadului este parte componentă a zonei de “Codru”, având pe lângă particularitațile proprii, și elemente etnoculturale specifice Sătmarului și Sălajului. Expozitia de etnografie pune în evidență principalele aspecte ale culturii materiale și spirituale specifice Tășnadului. În circuitul expozițional este inclusă și o sală de expoziții temporare, care reprezintă un cadru optim de prezentare a celor mai semnificative aspecte din istoria și cultura orașului și a județului. Expoziția de etnografie cuprinde o gama variată de obiecte din ceramică de uz gospodăresc și ceramică decorativă, produse în centrele de olărit din Tășnad, Vama, Baita, Cehu Silvaniei, unelte agricole tradiționale, unelte folosite în atelierele meșteșugărești, specializate în prelucrarea lemnului, a fierului și a pieilor. Dispunând de mijloace tehnice rudimentare, cu materiile prime avute la îndemână, industria casnică textilă din zona Tășnadului a produs valori artistice de un remarcabil bun gust și rafinament. Prin varietatea obiectelor expuse (ștergare, așternuturi de pat, fețe de masă, fețe de pernă, costume populare tradiționale), prin gama larga de motive decorative utilizate în ornamentarea acestora, colecția de textile a muzeului este purtatoarea unor creații artistice deosebit de valoroase și originale.

### Biserica reformată

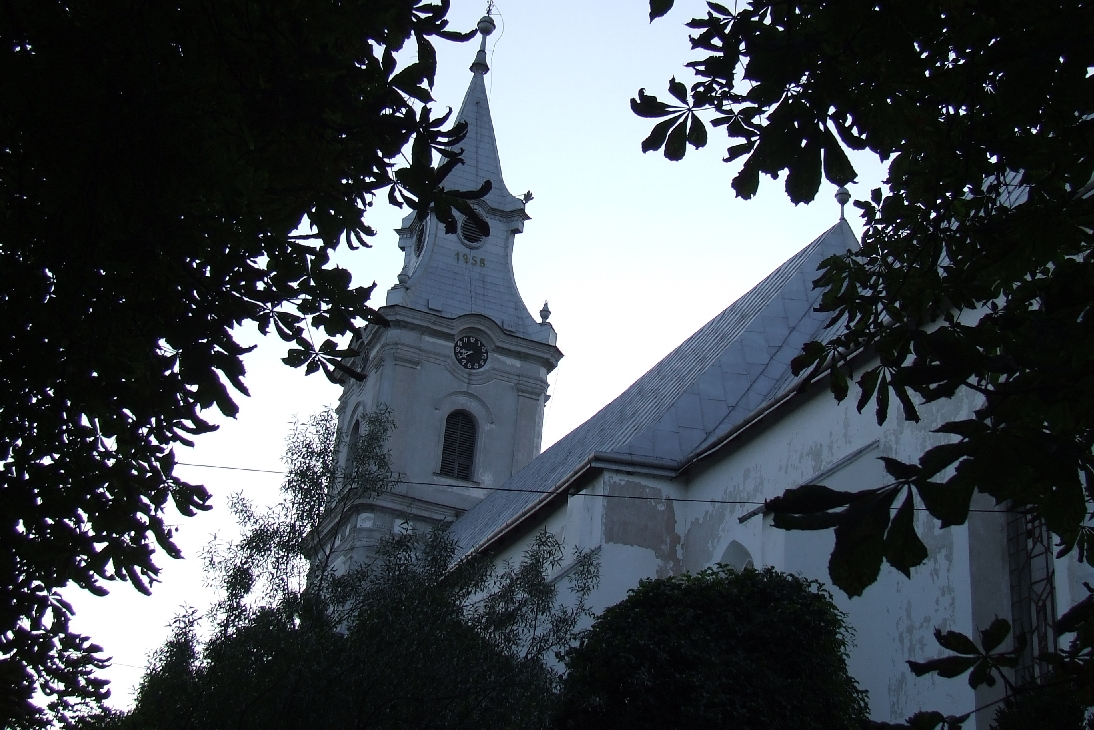
Biserica reformată din Tășnad

Biserica Reformată, monument istoric, construită în anul 1476, în perioada în care episcop era Vingradi Gerep Laszlo, rudă cu regele Matia Corvin. Biserica, realizată în stilul gotic târziu, are numeroase elemente de construcție și obiecte de cult valoroase, fiind renovată de mai multe ori (o renovare generală s-a făcut în 1776) păstrându-se dimensiunile și stilul inițial; turnul a fost construit între anii 1814-1821 în stil baroc nou. Potrul cel mai vechi este din 1631. Clopotul mic s-a turnal în 1796, fiind înlocuit în 1843. Clopotul mare s-a turnat în 1836 și a fost înlocuit în 1923.

### Biserica ortodoxă
A fost construită în anul 1988, pe locul vechii biserici greco-catolice. Are planul în formă de cruce, interiorul cu boltă. Fresca este pictată în stil neobizantin. Clopotul mare a fost turnat în anul 1896, iar clopotul mic în 1918.

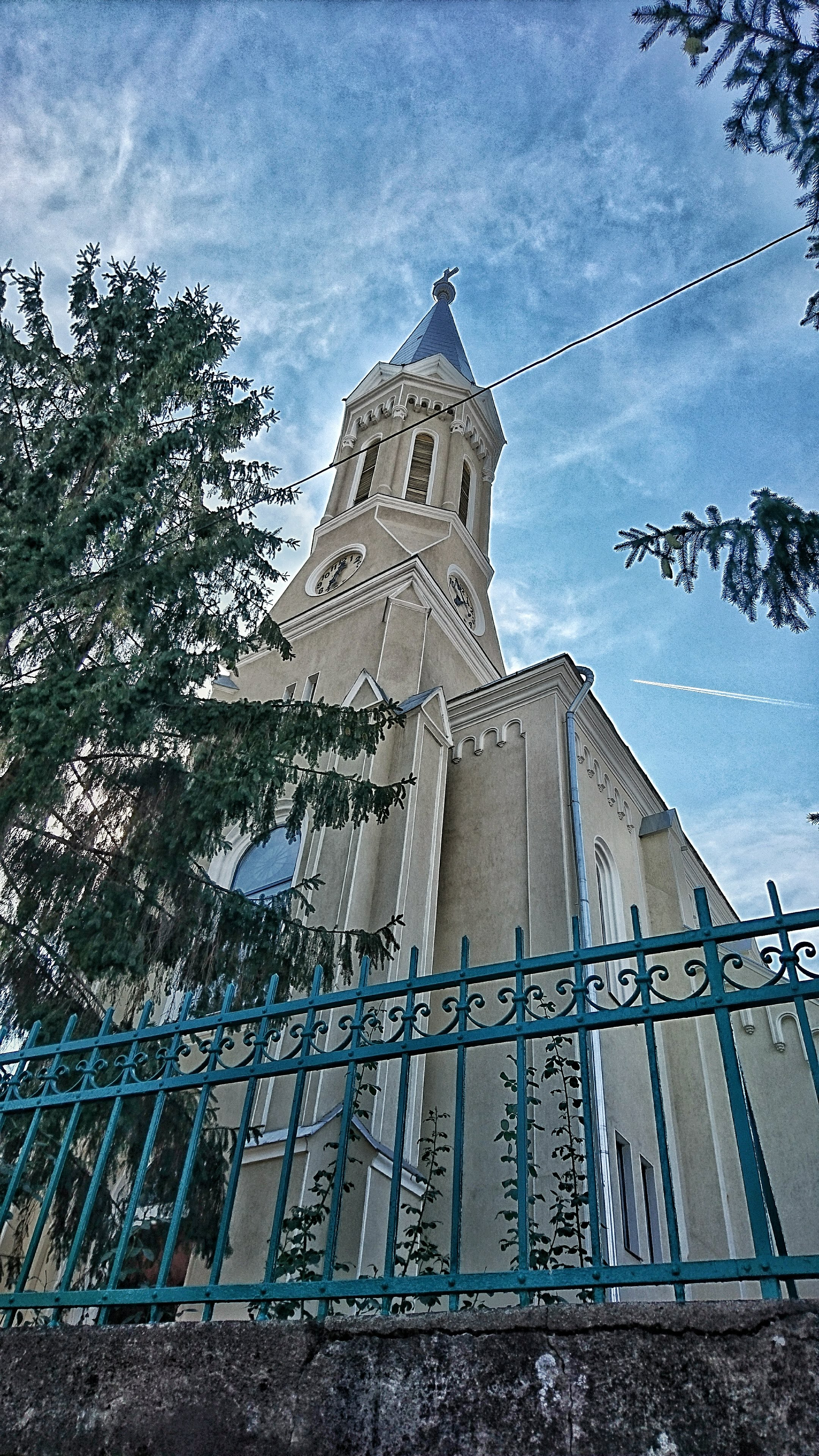
Biserica romano-catolică din Tășnad

### Biserica romano-catolică
Reconstruită în anul 1903, are înălțimea turnului de 42 m.
Altarele au fost confecționate în Budapesta. Statuile sculptate în lemn sunt lucrate în Tirolia și Moravia (1913-1917). Parohia are trei capele: 
Capela "Sf. Ana" (1823), Capela "St. Antoniu" (1908) și Capela "Sf. Ioan" (1829).

### Biserica greco-catolică
Ridicată în anul 1996, linia arhitectonică a bisericii are ca idee de creație triunghiul, figură ce în simbolistica creștină reprezintă Sf. Treime. Fiecare latură reprezintă o persoană divină: Tatăl, Fiul și Sf. Spirit. La subsol este amenajat un amfiteatru destinat programului tinerilor creștini.

## Personalități
- George Copos (n. 1953), senator, politician, om de afaceri;
- Lajos Bíró (1856 -1931), zoolog;
- Petri Mór (1863 - 1945), profesor, scriitor;
- Coriolan Steer (1879 - 1924), deputat în Marea Adunare Națională de la Alba Iulia 1918
- Alina Aldea (n. 1974), sculptor